# 佩德罗马尔蒂内斯
佩德罗马尔蒂内斯，是西班牙安达卢西亚自治区格拉纳达省的一个市镇。总面积137平方公里，总人口1294人（2001年），人口密度9人/平方公里。